# 分子运动论

理想单原子分子气体的温度是其分子的平均动能的量度。

分子运动论（英語：kinetic theory of gases，又稱气体动力论）是一個將气体描述为大量進行永不停息的随机运动的粒子（原子或分子。但在物理学上，兩者一般不会加以区分，都称作分子）的理論。當中，快速运动的分子不断碰撞其他分子或容器的壁，而分子运动理论就是通过分子的成分和运动解释气体的宏观性质，如压强、温度、体积等。分子運动理论认为，压强不是如牛顿猜想的那样，来自分子之间的静态排斥，而是来自從以不同速度所進行的热运动中的分子之间的碰撞。
分子的体积很小，不能直接观察。然而，显微镜下花粉迸裂出的微粒進行的无规则运动——布朗运动，便是分子碰撞的直接结果，可以作为分子存在的间接证据。

## 理论假设
理想的气体动力的理论建立於以下假设上：
- 气体由大量微小粒子组成，这些微小粒子称为分子。而分子之间的距离远大于自身的大小。
- 所有分子都具有相同的质量。
- 分子数量巨大，可以进行统计处理。
- 分子做着不息的快速的随机运动。
- 分子不断彼此碰撞，或与容器器壁进行碰撞，这些碰撞都是弹性碰撞。
- 除了碰撞之外，分子之间的相互作用可以忽略。
- 气体分子平均动能只依赖于系统温度。
- 分子与容器器壁的碰撞时间远远小于两次碰撞间隔时间。
- 分子具有质量，会受到万有引力的影响。

分子动力学的现代理论建立在波尔兹曼方程的基础之上，对以上假设有所放宽，并将分子体积考虑进去，因此可以精确描述稠密气体。分子动力学的现代理论仍然要考虑的假设有，分子混沌性假设，忽略量子效应。如果气体比较稠密，本体性质只有小的梯度，可以应用维里展开的方法研究，这方面的理论参见查普曼和恩斯克格的专著。对于稀薄气体，本体性质的梯度与分子的平均自由程相比较，这种情况叫克努森区，可以对克努森数展开来研究。

## 发展歷史

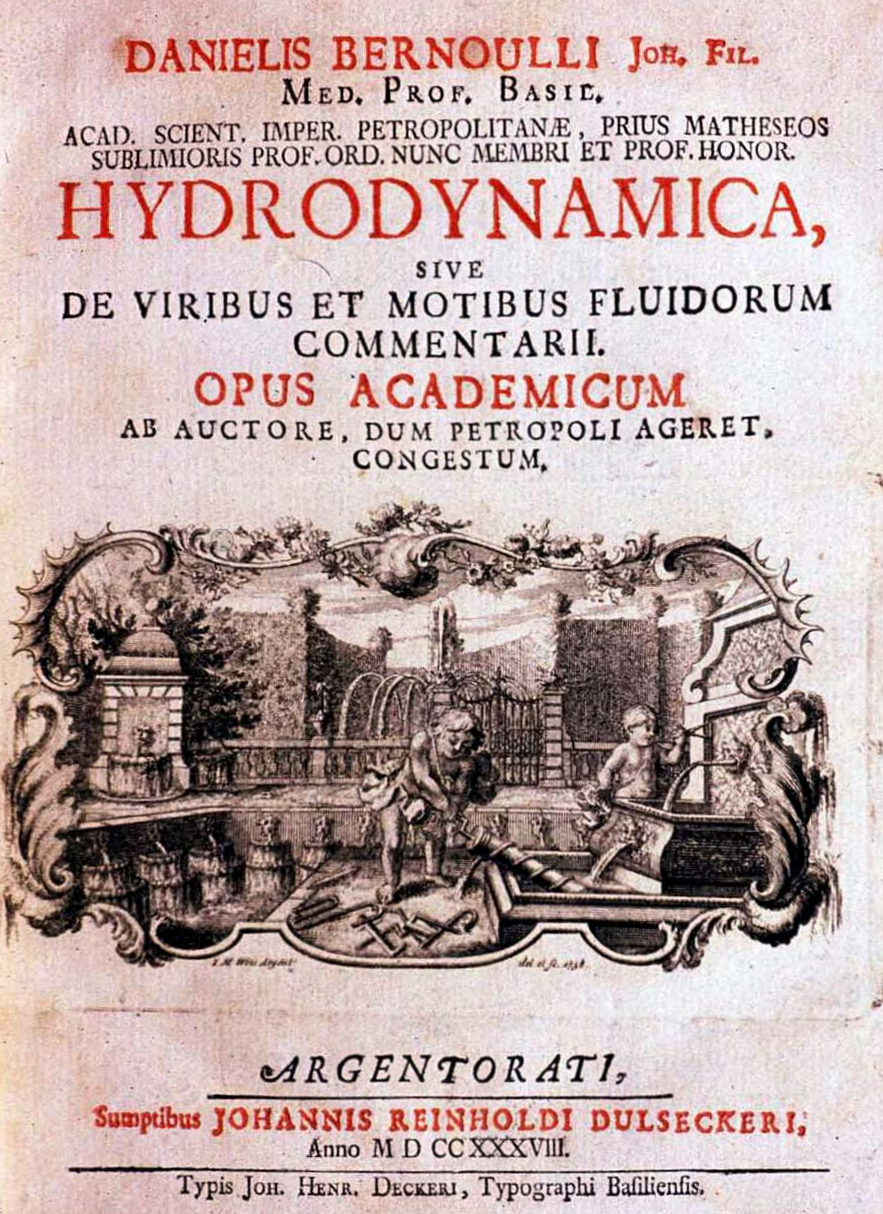
《流体力学》封面

人类早在公元前5世纪就开始思考物质的结构问题。古希腊时期著名的朴素唯物主义哲学家德谟克利特就提出，物质是由不可分的原子构成的。这种思想在数个世纪都深刻的影响着人们的世界观。17世纪科學革命以来，自然科学得到了突飞猛进的进步，特别是热力学的突破性发展，使人们重新思考物质的结构问题。皮埃爾·伽桑狄、罗伯特·胡克、伯努利等科学家的研究表明，物质的液体、固体、气体三种状态的转变是因为分子之间作用的结果，特别是气体的压力源于气体分子与器壁碰撞，从而导出了玻意耳-马略特定律。
1738年，丹尼尔·伯努利发表著作《流体力学》，为气体动力论的基础。在这一著作中，伯努利提出，气体是由大量向各个方向运动的分子组成的，分子对表面的碰撞就是气压的成因，热就是分子运动的动能。但是，伯努利的观点并没有被立即接受，部分原因是，能量守恒定律当时还没有建立，分子之间为弹性碰撞也不是那么显而易见。1744年罗蒙诺索夫第一次明确提出热现象是分子无规则运动的表现，并把機械能守恆定律应用到了分子运动的热现象中。1856年，奥古斯特·克罗尼格提出了一个简单的气体动力论，他只考虑了分子的平动。
1857年，克劳修斯提出一个更复杂的气体动力论，除了分子的平动，他还考虑了分子的转动和振动。他还引入了平均自由程的概念。1859年，麦克斯韦在克劳修斯工作的基础上，提出了分子麦克斯韦速度分布率。这是物理学史上第一个统计定律。1871年，玻尔兹曼推广了麦克斯韦的工作，提出了麦克斯韦–玻尔兹曼分布。:36-37
直到20世纪初，很多物理学家仍然认为原子只是假想，并非实在的。直到1905年爱因斯坦和1906年马利安·斯莫鲁霍夫斯基关于布朗运动的论文发表之后，物理学家才放弃此想法。他们的论文给出了分子动力论的准确预言。

## 意义
分子运动论使人类正确认识到了物质的结构组成和运动的一般规律，成功解释了诸如布朗运动等现象，并成为物理学中其他理论，甚至很多其他学科的理论基础。

## 性质

### 压强和动能
在氣體動力論中，壓力是以氣體對某個平面撞擊所造成的力解釋，假設一個邊長為 {\displaystyle \ell } 的正立方體，一顆質量為 {\displaystyle m} 的粒子以速率 {\displaystyle v} 在完全彈性碰撞的情況下，沿{\displaystyle x}軸撞擊其中一面的動量變化為：
{\displaystyle \Delta p=mv_{x}-(-mv_{x})=2mv_{x}}
此粒子每隔 {\displaystyle {\frac {2\ell }{v_{x}}}} 便撞擊該面一次，因此該面所受到的力量為：
{\displaystyle F_{x}={\frac {\Delta p}{\Delta t}}={\frac {2mv_{x}}{\frac {2\ell }{v_{x}}}}={\frac {mv_{x}^{2}}{\ell }}}
在一共有{\displaystyle n}個相同粒子的狀況下，該面所受到的總力為：
{\displaystyle F_{x}={\frac {mv_{x1}^{2}+mv_{x2}^{2}+mv_{x3}^{2}+\cdots +mv_{xn}^{2}}{\ell }}={\frac {m(\sum _{k=1}^{n}v_{xk}^{2})}{\ell }}}
定義：
{\displaystyle {\bar {v_{x}^{2}}}\equiv {\frac {\sum v_{xn}^{2}}{n}}}，{\displaystyle F_{x}={\frac {mn{\bar {v_{x}^{2}}}}{\ell }}}
用相同的方式也可以得到：
{\displaystyle F_{y}={\frac {mn{\bar {v_{y}^{2}}}}{\ell }}}，{\displaystyle F_{z}={\frac {mn{\bar {v_{z}^{2}}}}{\ell }}}
{\displaystyle {\bar {v^{2}}}={\bar {v_{x}^{2}}}+{\bar {v_{y}^{2}}}+{\bar {v_{z}^{2}}}}
因為大量氣體粒子的運動可以視為無規則的運動，因此大量氣體粒子向每一方向的速率分布情形皆相同，所以：
{\displaystyle {\bar {v_{x}^{2}}}={\bar {v_{y}^{2}}}={\bar {v_{z}^{2}}}}，{\displaystyle {\bar {v^{2}}}=3{\bar {v_{x}^{2}}}}
每個面所受到的壓强為：
{\displaystyle P={\frac {F}{A}}={\frac {mn{\frac {\bar {v^{2}}}{3}}}{\ell ^{3}}}={\frac {mn{\bar {v^{2}}}}{3\ell ^{3}}}={\frac {mn{\bar {v^{2}}}}{3V}}}
{\displaystyle PV={\frac {nm{\bar {v^{2}}}}{3}}={\frac {2n\cdot {\frac {m{\bar {v^{2}}}}{2}}}{3}}={\frac {2n{\bar {E}}}{3}}}
以方均根{\displaystyle v_{\mathrm {rms} }}表示其中的 {\displaystyle {\bar {v_{x}^{2}}}}亦可得：
{\displaystyle PV={\frac {nmv_{\mathrm {rms} }^{2}}{3}}}
这是分子动理论的第一个非平庸的结果，它把宏观量压强与微观量粒子的平均动能联系起来。

### 温度與動能
根據理想氣體方程式（{\displaystyle PV=Nk_{\mathrm {B} }T}，{\displaystyle k_{\mathrm {B} }}為波茲曼常數，{\displaystyle T}為絕對溫度，粒子数{\displaystyle N=n}）：
{\displaystyle PV=Nk_{\mathrm {B} }T={\frac {nm{\overline {v^{2}}}}{3}}\Rightarrow 3k_{\mathrm {B} }T=m{\overline {v^{2}}}}
于是可得单个分子的动能为：
{\displaystyle {\frac {1}{2}}m{\overline {v^{2}}}={\frac {3}{2}}k_{\mathrm {B} }T}
故系統的總动能{\displaystyle K}可表示為：
{\displaystyle K=N\cdot {\frac {1}{2}}m{\overline {v^{2}}}={\frac {3}{2}}Nk_{\mathrm {B} }T}
{\displaystyle {\frac {2}{3}}K=Nk_{\mathrm {B} }T}
这是分子动理论中的一个重要结果：分子的平均动能正比于体系的绝对温度。
{\displaystyle PV=Nk_{\mathrm {B} }T={\frac {2}{3}}K}
因此，压强与摩尔体积之积与分子平均平动动能成正比。
对于由{\displaystyle N}个单原子分子组成的气体体系，自由度总数为{\displaystyle 3N}，因此每个自由度的动能是
{\displaystyle {\frac {K}{3N}}={\frac {k_{\mathrm {B} }T}{2}}}
每个自由度的动能正比于温度，比例系数为波尔兹曼常数的一半，这个结果叫做能量均分定理。

### 对容器的碰撞
对于理想气体，可以推导出{\displaystyle n}单位时间内分子对容器单位面积的碰撞次数为
{\displaystyle A={\frac {1}{4}}{\frac {N}{V}}\langle v\rangle ={\frac {n}{4}}{\sqrt {\frac {8k_{\mathrm {B} }T}{\pi m}}}={\frac {n}{4}}{\sqrt {\frac {8RT}{\pi M_{0}}}}\,}

### 方均根速率
所有分子速率平方的平均值的平方根
{\displaystyle v_{\mathrm {rms} }={\sqrt {\frac {3RT}{M_{0}}}}}
其中 {\displaystyle v} 為米/秒 (m/s)，{\displaystyle R}是理想氣體常數，{\displaystyle M_{0}} 為莫耳質量（千克/莫耳 (kg/mol)）。其中最可能速率為均方根速率的81.6%，而平均速率為均方根速率的92.1%。（麦克斯韦-玻尔兹曼分布）